# Farol do Ilhéu de Cima
Der Farol do Ilhéu de Cima ist ein Leuchtturm, der sich im Madeira-Archipel vor der östlichen Küste der Insel Porto Santo auf dem Eiland Ilhéu de Cima befindet.

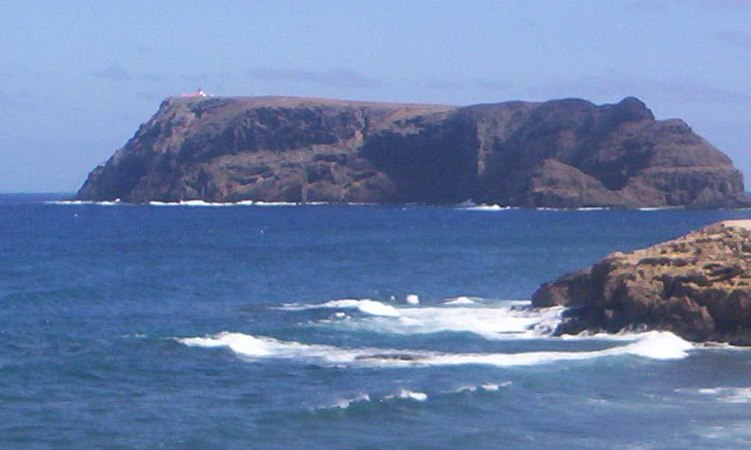
Ilhéu de Cima

## Lage und Beschreibung
Die Ilhéu de Cima ist eines der sechs Eilande der Ilhéus do Porto Santo rund um die Insel und ist für die Öffentlichkeit nicht zugänglich. Im Südosten des Eilandes befindet sich der Leuchtturm an der höchsten Stelle eines Hochplateaus auf rund 109 Metern Höhe. Der eigentliche Leuchtturm ist ein gemauertes dreigeschossiges und quadratisches Gebäude, das an zwei Seiten symmetrisch von einstöckigen Häusern flankiert wird. Die Höhe des Leuchtturms beträgt 15 Meter. Das gesamte Gebäudeensemble ist weiß, die Laterne und die Galerie auf dem Dach rot gestrichen. Der Turm ist nicht zugänglich.
Das Leuchtfeuer ist unter der internationalen Nummer D-2756 registriert und befindet sich in einer Höhe von 124 Metern. Die Kennung besteht aus drei weißen Blitzen im 15-Sekunden-Intervall. Die Tragweite beträgt rund 21 Seemeilen (ca. 33 Kilometer).

## Geschichte
Bereits im Generalplan der portugiesischen Leuchtturmverwaltung von 1883 war der Bau eines Leuchtturms auf Porto Santo vorgesehen, als Standort wurde die Ilhéu Branco ausgewählt. Erst vor Ort stellte sich heraus, dass es ein Eiland dieses Namens nicht gab. Stattdessen wurde die Ilhéu de Cima als geeigneter Standort festgelegt. Das Baumaterial wurde direkt auf dem Eiland gewonnen und der Leuchtturm zunächst ohne Nebengebäude 1901 in Betrieb genommen. Das Leuchtfeuer war zunächst provisorisch mit einer Optik fünfter statt zweiter Ordnung ausgestattet, die Kennung bestand aus einem ständigen Licht mit Blitzen alle 20 Sekunden. Die Reichweite betrug 11 Meilen (ca. 18 Kilometer), in der Realität wurden bis zu 27 Meilen (ca. 43 Kilometer) erreicht.
Die bereits im Ursprungsplan vorgesehenen Nebengebäude wurden erst 1923 errichtet. Eines diente als Wohnung für die Leuchtturmwärter, das zweite war ein Lagerraum für Öl und Ersatzteile. Die provisorische Laterne wurde 1925 durch eine Optik zweiter Ordnung ersetzt, die Kennung wurde auf drei weiße Blitze im 15-Sekunden-Intervall umgestellt. Die Reichweite betrug nach unterschiedlichen Angaben 27 oder 29 Meilen (43 bzw. 47 Kilometer).
Nach dem Zweiten Weltkrieg wurde das Leuchtfeuer 1956 mittels eines Generators elektrifiziert und eine elektrische Lampe installiert, die die Reichweite auf 46 Meilen (ca. 74 Kilometer) erhöhte. Mit Erneuerung der Optik 1982 wurde sie wieder auf 21 Meilen reduziert, gleichzeitig wurde das Leuchtfeuer automatisiert. Die bislang letzte größere Umstellung fand 2003 mit der Installation von Solarpaneelen und der Umstellung auf Solarenergie statt.
Zuvor – am 19. Januar 1992 – erlöschte das Leuchtfeuer ohne Erklärung. Die beiden zum Eiland entsandten Techniker fanden dort vier junge Marokkaner, die das Licht ausgeschaltet hatten, um auf ihre Notsituation aufmerksam zu machen. Sie waren in Casablanca als blinde Passagiere auf ein Schiff gestiegen, vor Porto Santo ausgesetzt worden und auf dem Eiland gelandet. Nach der Rettung wurden sie zunächst nach Funchal und anschließend wieder nach Marokko gebracht.